# Железопътна линия Филипово – Карлово
Железопътната линия Филипово – Карлово е железопътна линия с междурелсие 1435 mm, в южна България, област Пловдив.

## История
Първите проучвания за строежа на линията Пловдив – Карлово са правени още през 1896 г. По-късно, през 1911 г. се предлага трасето на линията да минава през Хисаря. През Хисаря дължината на линията се увеличава с около 13 km и затова трасето през Хисаря е неосъществено. Реалното строителство започва през 1922 – 1923 г. Отпуснатите финанси не са достатъчни и се налага да бъдат използвани средства от железопътния данък, временна трудова повинност на работоспособното население и годишните финансови вноски на окръжните съвети и общините, през чиито райони преминава трасето на линията.
Линията Пловдив – Карлово с дължина около 60 km е завършена и открита за редовна експлоатация на 28 септември 1933 г. По технически показатели тя може да се раздели условно на две части. От гара „Филипово“ до сп. „Дъбене“ с радиуси на хоризонталните криви от 650 до 2200 m и максимален наклон на вертикалните криви 10 ‰. От сп. Иван Вазово до гара Карлово с минимален радиус на хоризонталните криви 300 m и максимален наклон на вертикалните криви 17 ‰.
След завършването на Подбалканската железопътна линия значението на железопътната линия Пловдив – Карлово става по-голямо. Тя обаче ще може да изпълнява ролята си на магистрална линия едва след построяването на железопътната отсечка Троян – Христо Даново. Тогава в железопътната мрежа на България ще присъства бъдещaта железопътна линия Свищов – Левски – Троян – Карлово – Пловдив.

## Железопътна линия Долна махала – Хисаря
Вече при започналото реално строителство на линията Филипово – Карлово е решено Хисаря да се свърже със самостоятелен железопътен клон от гара „Долна махала“. Строежът върви заедно с основната линия, но е завършен едва през 1936 г. Дължината на отклонението е 15 km, а минималният радиус на хоризонталните криви е 300 m.

## Съоръжения
| вид на съоръжението | km     | дължина, m |
| ------------------- | ------ | ---------- |
| стоманен мост       | 9+920  | 17.40      |
| стоманен мост       | 15+645 | 17.50      |
| стоманобетонен мост | 20+315 | 10.30      |
| стоманен мост       | 29+251 | 39.00      |
| стоманен мост       | 37+835 | 19.00      |
| тунел               | 40+000 | 165.00     |
| стоманен мост       | 43+348 | 74.60      |
| стоманен мост       | 48+010 | 29.70      |
| стоманен мост       | 51+672 | 30.00      |
| стоманен мост       | 58+174 | 16.45      |
| стоманен мост       | 59+627 | 15.20      |

### Максимално допустими скорости (към 29.05.2022 г.)
| от гара         | до гара         | скорост |
| --------------- | --------------- | ------- |
| Филипово        | Труд            | 100     |
| Труд            | Граф Игнатиево  | 100     |
| Граф Игнатиево  | Калояново       | 100     |
| Калояново       | Долна махала    | 85      |
| Долна махала    | сп. Иван Вазово | 90      |
| сп. Иван Вазово | Баня            | 60      |
| Баня            | сп. Дъбене      | 90      |
| сп. Дъбене      | Карлово         | 60      |

Положените релси и в двата участъка са тип „Д“ 40 kg/m с дължина на звената по 12 m на около 5,5 km от гара „Филипово“, а останалите – тип „РПШ“ 31,2 kg/m с дължина 9,55 m. Всички релси са втора употреба.

## Експлоатация
В миналото влаковете са се обслужвали с парни локомотиви серия 14.00 и серия 15.00, дизелови локомотиви серия 04.00 и серия 06.00, а пътническите с ДМВ серия 18.00. През 1985 година участъкът е електрифициран и всички влакове се поемат от ЕМВ серия 32.000. От 2008 година линията се обслужва от електрически мотриси серии 30 и 31.